# Modello di Hindmarsh-Rose

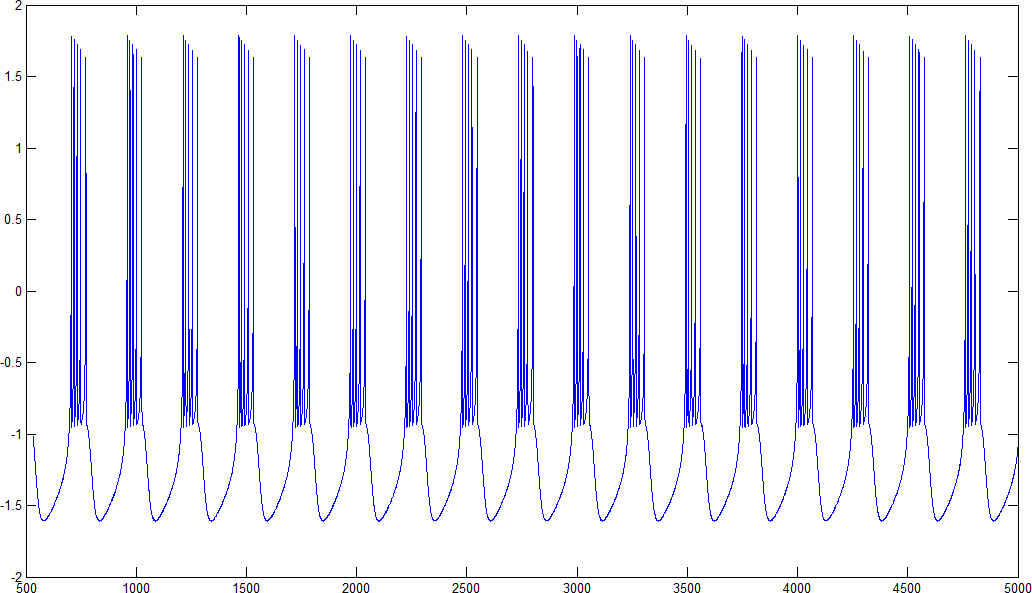
Andamento spiking-bursting del potenziale di membrana di un neurone secondo il modello di Hindmarsh-Rose

Il modello di Hindmarsh-Rose è un modello del neurone volto principalmente a studiarne il comportamento dal punto di vista del potenziale di membrana. Esso è rappresentato, in forma matematica, dal seguente sistema di tre equazioni differenziali ordinarie non lineari alle variabili adimensionali x(t), y(t) e z(t):
{\displaystyle \left\{{\begin{aligned}{\frac {dx}{dt}}&=y+\phi (x)-z+I,\\{\frac {dy}{dt}}&=\psi (x)-y,\\{\frac {dz}{dt}}&=r[s(x-x_{R})-z],\end{aligned}}\right.}
dove:
{\displaystyle {\begin{aligned}\phi (x)&=ax^{2}-x^{3},\\\psi (x)&=1-bx^{2}.\end{aligned}}}
Il potenziale di membrana, che di solito assume un andamento spiking-bursting è rappresentato dalla variabile x(t), mentre le altre due, y(t) e z(t), considerano il trasporto degli ioni attraverso i canali ionici. In particolare si tiene conto della velocità di trasporto degli ioni Na+ e K+, più rapida, tramite la y(t) (detta spiking variable), mentre per gli altri ioni, il cui trasporto è più lento, si considera la variabile z(t) (detta bursting variable).
Il modello ha inoltre sei parametri: a, b, r, s, xR e I. Di norma si fissano alcuni di essi utilizzandone gli altri come parametri di controllo, solitamente la I, che rappresenta la corrente che entra nel neurone. Altri parametri di controllo utilizzati in letteratura sono a, b (per i canali ionici rapidi) ed r (per i canali lenti). Solitamente si pongono s = 4 e xR = -8,5. Quando si vogliono fissare gli altri valori, si considerano a = 3 e b = 5, mentre r è nell'ordine di 10-3 ed I varia fra -10 e 10.
La terza equazione di stato:
{\displaystyle {\begin{aligned}{\frac {dz}{dt}}&=r[s(x-x_{R})-z],\\\end{aligned}}}
consente una grande varietà di comportamenti dinamici del potenziale di membrana descritto dalla variabile x, e include il comportamento imprevedibile, cui ci si riferisce come dinamica caotica. Ciò rende il modello di Hindmarsh-Rose relativamente semplice e fornisce una buona descrizione qualitativa dei molti modelli differenti che sono osservati empiricamente.